# Carl Holmberg
Carl Johan Severin Holmberg (ur. 9 marca 1884 w Malmö, zm. 1 grudnia 1909 tamże) – szwedzki sportowiec, olimpijczyk. Brat Arvida i Oswalda.
Wystąpił na ich letniej edycji z 1908 w Londynie, gdzie zdobył złoty medal w drużynowych zawodach gimnastycznych.